# Dicranomyia nephelia
Dicranomyia nephelia là một loài ruồi trong họ Limoniidae. Chúng phân bố ở miền Australasia.